# Lista przewodniczących Parlamentu (Portugalia)

## Monarchia (1821-1910)

### Kortezy Generalne i Nadzwyczajne Narodu Portugalskiego (1821-1822)
| #   | Imię i Nazwisko                                  | Portret | Kadencja             | Kadencja             |
| #   | Imię i Nazwisko                                  | Portret | Od                   | Do                   |
| --- | ------------------------------------------------ | ------- | -------------------- | -------------------- |
| 1   | Vicente da Soledade e Castro                     |         | 26 stycznia 1821     | 26 lutego 1821       |
| 2   | Manuel Fernandes Tomás                           |         | 27 lutego 1821       | 26 marca 1821        |
| 3   | Hermano José Braamcamp de Almeida Castelo Branco |         | 27 marca 1821        | 26 maja 1821         |
| 4   | José Joaquim Ferreira de Moura                   |         | 28 maja 1821         | 26 lipca 1821        |
| 5   | José António Faria de Carvalho                   |         | 27 lipca 1821        | 25 sierpnia 1821     |
| 6   | Manuel José Vaz Velho                            |         | 27 sierpnia 1821     | 26 września 1821     |
| 7   | João Maria Soares de Castelo Branco              |         | 27 września 1821     | 26 października 1821 |
| 8   | Francisco Trigoso                                |         | 27 października 1821 | 25 stycznia 1822     |
| 9   | Manuel de Serpa Machado                          |         | 28 stycznia 1822     | 25 lutego 1822       |
| 10  | Luís Nicolau Fagundes Varela                     |         | 27 lutego 1822       | 26 marca 1822        |
| 11  | António Carmelo Fortes de Pina                   |         | 27 marca 1822        | 25 maja 1822         |
| 12  | Carlos Honório de Gouveia Durão                  |         | 28 maja 1822         | 26 lipca 1822        |
| 13  | Agostinho José Freire                            |         | 27 lipca 1822        | 26 września 1822     |
| (8) | Francisco Trigoso                                |         | 27 września 1822     | 4 listopada 1822     |

### Kortezy Zwyczajne i Nadzwyczajne (1822-1823)
| # | Imię i Nazwisko                  | Portret | Kadencja          | Kadencja         |
| # | Imię i Nazwisko                  | Portret | Od                | Do               |
| - | -------------------------------- | ------- | ----------------- | ---------------- |
| 1 | José Joaquim Ferreira de Moura   |         | 20 listopada 1822 | 31 grudnia 1822  |
| 2 | Francisco Margiochi              |         | 2 stycznia 1823   | 31 stycznia 1823 |
| 3 | Agostinho José Freire            |         | 1 lutego 1823     | 28 lutego 1823   |
| 4 | Francisco de São Luís Saraiva    |         | 1 marca 1823      | 14 maja 1823     |
| 5 | João de Sousa Pinto de Magalhães |         | 15 maja 1823      | 3 czerwca 1823   |

### Izba Deputowanych (1826-1828)
| # | Imię i Nazwisko               | Portret | Kadencja         | Kadencja      |
| # | Imię i Nazwisko               | Portret | Od               | Do            |
| - | ----------------------------- | ------- | ---------------- | ------------- |
| 1 | Francisco de São Luís Saraiva |         | 6 listopada 1826 | 14 marca 1828 |

### Izba Parów (1826–1828)
| # | Imię i Nazwisko                      | Portret | Kadencja             | Kadencja      |
| # | Imię i Nazwisko                      | Portret | Od                   | Do            |
| - | ------------------------------------ | ------- | -------------------- | ------------- |
| 1 | Nuno Caetano Álvares Pereira de Melo |         | 30 października 1826 | 14 marca 1828 |

### Izba Deputowanych (1834–1836)
| # | Imię i Nazwisko                      | Portret | Kadencja             | Kadencja         |
| # | Imię i Nazwisko                      | Portret | Od                   | Do               |
| - | ------------------------------------ | ------- | -------------------- | ---------------- |
| 1 | Francisco de São Luís Saraiva        |         | 21 sierpnia 1834     | 14 września 1834 |
| 2 | António Marciano de Azevedo Hipólito |         | 13 października 1834 | 1 stycznia 1836  |
| 3 | Manuel António de Carvalho           |         | 9 stycznia 1836      | 4 czerwca 1836   |

### Izba Parów (1834–1836)
| # | Imię i Nazwisko         | Portret | Kadencja         | Kadencja       |
| # | Imię i Nazwisko         | Portret | Od               | Do             |
| - | ----------------------- | ------- | ---------------- | -------------- |
| 1 | Pedro de Sousa Holstein |         | 14 sierpnia 1834 | 4 czerwca 1836 |

### Kortezy Generalne, Nadzwyczajne i Ustawodawcze (1837-1838)
| # | Imię i Nazwisko                             | Portret | Kadencja         | Kadencja         |
| # | Imię i Nazwisko                             | Portret | Od               | Do               |
| - | ------------------------------------------- | ------- | ---------------- | ---------------- |
| 1 | Anselmo José Braamcamp                      |         | 23 stycznia 1837 | 21 marca 1837    |
| 2 | Antönio Dias de Oliveira                    |         | 22 marca 1837    | 1 czerwca 1837   |
| 3 | José Alexandre de Campos e Almeida          |         | 22 czerwca 1837  | 10 sierpnia 1837 |
| 4 | Macário de Castro da Fonseca e Sousa Osório |         | 12 sierpnia 1837 | 21 grudnia 1837  |
| 5 | José Caetano de Campos Henriques            |         | 21 grudnia 1837  | 4 kwietnia 1838  |

### Izba Deputowanych (1838-1910)
| #    | Imię i Nazwisko                              | Portret             | Kadencja             | Kadencja             |
| #    | Imię i Nazwisko                              | Portret             | Od                   | Do                   |
| ---- | -------------------------------------------- | ------------------- | -------------------- | -------------------- |
| 1    | José Caetano de Campos Henriques             |                     | 8 stycznia 1839      | 1 stycznia 1840      |
| 2    | Guilherme Henriques de Carvalho              |                     | 3 stycznia 1840      | 25 lutego 1840       |
| 3    | João de Sousa Pinto de Magalhães             |                     | 5 czerwca 1840       | 16 lipca 1841        |
| 4    | António Aloísio Jervis de Atouguia           |                     | 20 lipca 1841        | 1 stycznia 1842      |
| 5    | Bernardo Gorjão Henriques                    |                     | 1 sierpnia 1841      | 1 stycznia 1847      |
| 6    | João Rebelo da Costa Cabral                  |                     | 26 stycznia 1848     | 25 maja 1851         |
| 7    | Júlio Gomes da Silva Sanches                 |                     | 17 stycznia 1852     | 24 lipca 1852        |
| 7    | Júlio Gomes da Silva Sanches                 | 31 stycznia 1853    | 6 czerwca 1856       |                      |
| 8    | Joaquim Filipe de Soure                      |                     | 24 stycznia 1857     | 26 marca 1858        |
| 9    | Manuel António Velez Caldeira Castelo Branco |                     | 21 czerwca 1858      | 3 listopada 1859     |
| 10   | Custódio Rebelo de Carvalho                  |                     | 8 listopada 1859     | 23 listopada 1859    |
| 11   | Bartolomeu dos Mártires Dias e Sousa         |                     | 11 lutego 1860       | 6 stycznia 1861      |
| (10) | Custódio Rebelo de Carvalho                  |                     | 9 stycznia 1861      | 27 marca 1861        |
| (10) | Custódio Rebelo de Carvalho                  | 10 czerwca 1861     | 3 listopada 1861     |                      |
| 12   | António Luís de Seabra                       |                     | 24 grudnia 1861      | 3 listopada 1863     |
| (10) | Custódio Rebelo de Carvalho                  |                     | 3 stycznia 1863      | 1 stycznia 1864      |
| 13   | Cesário Augusto de Azevedo Pereira           |                     | 5 stycznia 1864      | 15 maja 1865         |
| 14   | Roque Joaquim Fernandes Tomás                |                     | 26 sierpnia 1865     | 1 stycznia 1866      |
| (13) | Cesário Augusto de Azevedo Pereira           |                     | 5 stycznia 1866      | 14 stycznia 1868     |
| 15   | José Maria da Costa e Silva                  |                     | 27 kwietnia 1868     | 1 stycznia 1869      |
| 16   | José da Silva Mendes Leal                    |                     | 8 stycznia 1869      | 23 stycznia 1869     |
| 17   | Diogo António Palmeiro Pinto                 |                     | 1 maja 1869          | 20 stycznia 1870     |
| 17   | Diogo António Palmeiro Pinto                 | 8 kwietnia 1870     | 21 lipca 1870        |                      |
| 18   | António Cabral de Sá Nogueira                |                     | 25 października 1870 | 21 lipca 1871        |
| 19   | António Aires de Gouveia                     |                     | 27 lipca 1871        | 1 stycznia 1872      |
| 20   | José Marcelino de Sá Vargas                  |                     | 4 stycznia 1872      | 1 stycznia 1875      |
| 21   | Joaquim Gonçalves Mamede                     |                     | 9 stycznia 1875      | 10 kwietnia 1878     |
| 22   | Francisco Joaquim da Costa e Silva           |                     | 23 stycznia 1879     | 28 sierpnia 1879     |
| 23   | José Joaquim Fernandes Vaz                   |                     | 14 stycznia 1880     | 11 lutego 1881       |
| 24   | Luís Bivar                                   |                     | 20 stycznia 1882     | 24 maja 1884         |
| 24   | Luís Bivar                                   | 27 grudnia 1884     | 1 stycznia 1886      |                      |
| 25   | Inácio Francisco Silveira da Mota            |                     | 5 stycznia 1886      | 1 stycznia 1887      |
| 26   | José Maria Rodrigues de Carvalho             |                     | 13 kwietnia 1887     | 1 stycznia 1889      |
| 27   | Francisco de Barros Coelho e Campos          |                     | 11 stycznia 1889     | 1 stycznia 1890      |
| 28   | Manuel Afonso de Espregueira                 |                     | 15 stycznia 1890     | 20 stycznia 1890     |
| 29   | Pedro Augusto de Carvalho                    |                     | 3 maja 1890          | 1 stycznia 1891      |
| 30   | António de Azevedo Castelo Branco            |                     | 6 marca 1891         | 23 lutego 1893       |
| 31   | António Ribeiro dos Santos Viegas            |                     | 17 października 1894 | 28 marca 1895        |
| 32   | António José da Costa Santos                 |                     | 8 stycznia 1896      | 8 lutego 1897        |
| 33   | Eduardo José Coelho                          |                     | 30 czerwca 1897      | 28 marca 1898        |
| (28) | Manuel Afonso de Espregueira                 |                     | 11 kwietnia 1898     | 1 stycznia 1899      |
| 34   | Luís Fisher Berquó Poças Falcão              |                     | 13 stycznia 1899     | 25 października 1900 |
| 35   | Mateus Teixeira de Azevedo                   |                     | 7 stycznia 1901      | 4 czerwca 1901       |
| 35   | Mateus Teixeira de Azevedo                   | 8 stycznia 1902     | 20 kwietnia 1904     |                      |
| 35   | Mateus Teixeira de Azevedo                   | 4 października 1904 | 24 grudnia 1904      |                      |
| 36   | Vicente Rodrigues Monteiro                   |                     | 10 kwietnia 1905     | 9 lutego 1906        |
| 37   | Tomás António Pizarro de Melo de Sampaio     |                     | 2 października 1906  | 27 lutego 1908       |
| 38   | Libânio António Fialho Gomes                 |                     | 2 maja 1908          | 28 lutego 1909       |
| 39   | José Joaquim Mendes Leal                     |                     | 4 marca 1909         | 1 marca 1910         |
| 40   | José Capelo Franco Frazão                    |                     | 5 marca 1910         | 27 czerwca 1910      |

### Izba Senatorów (1838-1842)
| #   | Imię i Nazwisko         | Portret         | Kadencja         | Kadencja         |
| #   | Imię i Nazwisko         | Portret         | Od               | Do               |
| --- | ----------------------- | --------------- | ---------------- | ---------------- |
| 1   | Manuel Duarte Leitão    |                 | 28 stycznia 1839 | 1 maja 1839      |
| 2   | Pedro de Sousa Holstein |                 | 2 maja 1839      | 11 stycznia 1840 |
| (1) | Manuel Duarte Leitão    |                 | 14 stycznia 1840 | 14 lutego 1840   |
| (2) | Pedro de Sousa Holstein |                 | 17 lutego 1840   | 25 lutego 1840   |
| (2) | Pedro de Sousa Holstein | 17 czerwca 1840 | 1 stycznia 1842  |                  |

### Izba Parów (1842-1910)
| #    | Imię i Nazwisko                                    | Portret             | Kadencja             | Kadencja             |
| #    | Imię i Nazwisko                                    | Portret             | Od                   | Do                   |
| ---- | -------------------------------------------------- | ------------------- | -------------------- | -------------------- |
| 1    | Pedro de Sousa Holstein                            |                     | 10 lipca 1842        | 12 października 1850 |
| 2    | Guilherme Henriques de Carvalho                    |                     | 2 stycznia 1851      | 15 listopada 1857    |
| 3    | Francisco de Almeida Portugal                      |                     | 27 stycznia 1858     | 1 lutego 1870        |
| 4    | Nuno José Severo de Mendoça Rolim de Moura Barreto |                     | 18 października 1870 | 5 października 1872  |
| 5    | António José de Ávila                              |                     | 18 października 1872 | 3 maja 1881          |
| 6    | Fontes Pereira de Melo                             |                     | 30 maja 1881         | 22 stycznia 1887     |
| 7    | João Crisóstomo de Abreu e Sousa                   |                     | 3 maja 1887          | 20 stycznia 1890     |
| 8    | António Teles Pereira de Vasconcelos Pimentel      |                     | 19 kwietnia 1890     | 24 września 1892     |
| 9    | Augusto César Barjona de Freitas                   |                     | 3 października 1892  | 7 grudnia 1893       |
| 10   | Luís Bivar                                         |                     | 1 października 1894  | 28 marca 1895        |
| 10   | Luís Bivar                                         | 2 stycznia 1896     | 8 lutego 1897        |                      |
| 11   | José Maria Rodrigues de Carvalho                   |                     | 30 czerwca 1897      | 23 czerwca 1900      |
| (10) | Luís Bivar                                         |                     | 2 stycznia 1900      | 4 czerwca 1901       |
| (10) | Luís Bivar                                         | 2 stycznia 1902     | 20 kwietnia 1904     |                      |
| 12   | Alberto António de Morais Carvalho                 |                     | 30 września 1904     | 24 grudnia 1904      |
| 13   | António Cândido Ribeiro da Costa                   |                     | 4 kwietnia 1905      | 1 stycznia 1906      |
| 14   | Augusto José da Cunha                              |                     | 1 lutego 1906        | 9 lutego 1906        |
| 14   | Augusto José da Cunha                              | 1 czerwca 1906      | 5 czerwca 1906       |                      |
| 14   | Augusto José da Cunha                              | 1 października 1906 | 27 lutego 1908       |                      |
| 15   | António de Azevedo Castelo Branco                  |                     | 29 kwietnia 1908     | 1 stycznia 1909      |
| 16   | Gonçalo Pereira da Silva de Sousa e Meneses        |                     | 1 marca 1909         | 27 czerwca 1910      |

## Pierwsza Republika

### Zgromadzenie Konstytucyjne (1911)
| # | Imię i Nazwisko          | Portret | Kadencja        | Kadencja         | Partia polityczna | Partia polityczna |
| # | Imię i Nazwisko          | Portret | Od              | Do               | Partia polityczna | Partia polityczna |
| - | ------------------------ | ------- | --------------- | ---------------- | ----------------- | ----------------- |
| – | Anselmo Braamcamp Freire |         | 15 czerwca 1911 | 25 sierpnia 1911 |                   | PRP               |

### Izba Deputowanych (1911-1926)
| #    | Imię i Nazwisko                   | Portret       | Kadencja          | Kadencja          | Partia polityczna | Partia polityczna |
| #    | Imię i Nazwisko                   | Portret       | Od                | Do                | Partia polityczna | Partia polityczna |
| ---- | --------------------------------- | ------------- | ----------------- | ----------------- | ----------------- | ----------------- |
| 1    | Manuel Jorge Forbes de Bessa      |               | 26 sierpnia 1911  | 10 listopada 1911 |                   | PRP               |
| 2    | António Aresta Branco             |               | 17 listopada 1911 | 29 listopada 1912 |                   | PRP (do 1912)     |
| 2    | António Aresta Branco             | PUR (od 1912) | 17 listopada 1911 | 29 listopada 1912 |                   |                   |
| 3    | Vítor Macedo Pinto                |               | 2 grudnia 1912    | 13 stycznia 1913  |                   | PRE               |
| 4    | José Augusto de Simas Machado     |               | 15 stycznia 1913  | 30 czerwca 1913   |                   | PRE               |
| 5    | Victor Hugo de Azevedo Coutinho   |               | 2 grudnia 1913    | 12 grudnia 1914   |                   | PD                |
| 6    | Manuel Joaquim Rodrigues Monteiro |               | 16 grudnia 1914   | 4 marca 1915      |                   | PD                |
| (5)  | Victor Hugo de Azevedo Coutinho   |               | 24 czerwca 1915   | 27 listopada 1915 |                   | PD                |
| (6)  | Manuel Joaquim Rodrigues Monteiro |               | 2 grudnia 1915    | 9 listopada 1916  |                   | PD                |
| 7    | Alfredo de Sá Cardoso             |               | 2 grudnia 1916    | 13 marca 1917     |                   | PD                |
| 8    | António Macieira                  |               | 15 marca 1917     | 23 sierpnia 1917  |                   | PD                |
| (5)  | Victor Hugo de Azevedo Coutinho   |               | 2 grudnia 1917    | 9 grudnia 1917    |                   | PD                |
| 9    | José Nunes da Ponte               |               | 19 lipca 1918     | 20 lutego 1919    |                   | PUR               |
| (7)  | Alfredo de Sá Cardoso             |               | 2 czerwca 1919    | 28 czerwca 1919   |                   | PD                |
| 10   | Domingos Pereira                  |               | 1 lipca 1919      | 23 stycznia 1920  |                   | PD                |
| (7)  | Alfredo de Sá Cardoso             |               | 23 stycznia 1920  | 30 listopada 1920 |                   | PD                |
| 11   | Abílio Correia da Silva Marçal    |               | 2 grudnia 1920    | 23 maja 1921      |                   | PD                |
| 12   | Jorge de Vasconcelos Nunes        |               | 1 sierpnia 1921   | 17 września 1921  |                   | PLR               |
| (10) | Domingos Pereira                  |               | 20 lutego 1922    | 30 listopada 1922 |                   | PD                |
| (7)  | Alfredo de Sá Cardoso             |               | 2 grudnia 1922    | 2 grudnia 1923    |                   | PD                |
| (10) | Domingos Pereira                  |               | 2 grudnia 1923    | 15 sierpnia 1925  |                   | PD                |
| 13   | Alfredo Rodrigues Gaspar          |               | 2 grudnia 1925    | 31 maja 1926      |                   | PD                |

### Senat (1911-1926)
| #   | Imię i Nazwisko                 | Portret               | Kadencja         | Kadencja          | Partia polityczna | Partia polityczna |
| #   | Imię i Nazwisko                 | Portret               | Od               | Do                | Partia polityczna | Partia polityczna |
| --- | ------------------------------- | --------------------- | ---------------- | ----------------- | ----------------- | ----------------- |
| 1   | Anselmo Braamcamp Freire        |                       | 26 sierpnia 1911 | 29 czerwca 1914   |                   | PRP (do 1912)     |
| 1   | Anselmo Braamcamp Freire        | bezpartyjny (od 1912) | 26 sierpnia 1911 | 29 czerwca 1914   |                   |                   |
| 2   | António Xavier Correia Barreto  |                       | 7 stycznia 1915  | 5 grudnia 1917    |                   | PD                |
| 3   | Manuel Jorge Forbes de Bessa    |                       | 19 lipca 1918    | 4 listopada 1918  |                   | PUR               |
| 4   | Zeferino Cândido Falcão Pacheco |                       | 3 grudnia 1918   | 18 lutego 1919    |                   | PNRep             |
| (2) | António Xavier Correia Barreto  |                       | 2 czerwca 1919   | 31 maja 1921      |                   | PD                |
| 5   | Augusto Baeta das Neves Barreto |                       | 2 sierpnia 1921  | 17 września 1921  |                   | PLR               |
| 6   | José Joaquim Pereira Osório     |                       | 20 lutego 1922   | 30 listopada 1922 |                   | PD                |
| (2) | António Xavier Correia Barreto  |                       | 2 grudnia 1922   | 31 maja 1926      |                   | PD                |

## Druga Republika (1926-1974)

### Zgromadzenie Narodowe
- tymczasowo

| # | Imię i Nazwisko                | Portret | Kadencja          | Kadencja         | Partia polityczna | Partia polityczna |
| # | Imię i Nazwisko                | Portret | Od                | Do               | Partia polityczna | Partia polityczna |
| - | ------------------------------ | ------- | ----------------- | ---------------- | ----------------- | ----------------- |
| 1 | José Alberto dos Reis          |         | 11 stycznia 1935  | 22 lutego 1945   |                   | UN                |
| 2 | Albino dos Reis                |         | 30 listopada 1945 | 27 kwietnia 1961 |                   | UN                |
| 3 | Mário de Figueiredo            |         | 29 listopada 1961 | 22 marca 1969    |                   | UN                |
| – | José Soares da Fonseca         |         | 8 stycznia 1969   | 22 marca 1969    |                   | UN                |
| 4 | Carlos Monteiro do Amaral Neto |         | 28 listopada 1969 | 25 kwietnia 1974 |                   | UN ANP            |

### Izba Korporacyjna (1935-1974)
| # | Imię i Nazwisko              | Portret | Kadencja          | Kadencja          | Partia polityczna | Partia polityczna |
| # | Imię i Nazwisko              | Portret | Od                | Do                | Partia polityczna | Partia polityczna |
| - | ---------------------------- | ------- | ----------------- | ----------------- | ----------------- | ----------------- |
| 1 | Eduardo Marques              |         | 10 stycznia 1935  | 10 czerwca 1944   |                   | UN                |
| 2 | Domingos Fezas Vital         |         | 25 listopada 1944 | 25 listopada 1946 |                   | UN                |
| 3 | José Gabriel Pinto Coelho    |         | 25 listopada 1946 | 25 listopada 1949 |                   | UN                |
| 4 | Marcello Caetano             |         | 25 listopada 1949 | 7 lipca 1955      |                   | UN                |
| 5 | João Pinto da Costa Leite    |         | 25 listopada 1955 | 28 listopada 1957 |                   | UN                |
| 6 | Clotário Luís Supico Pinto   |         | 28 listopada 1957 | 16 listopada 1973 |                   | UN ANP            |
| 7 | Mário Júlio de Almeida Costa |         | 16 listopada 1973 | 25 kwietnia 1974  |                   | ANP               |

## Trzecia Republika (1974-)

### Zgromadzenie Konstytucyjne (1975-1976)
| # | Imię i Nazwisko    | Portret | Kadencja       | Kadencja        | Partia polityczna | Partia polityczna |
| # | Imię i Nazwisko    | Portret | Od             | Do              | Partia polityczna | Partia polityczna |
| - | ------------------ | ------- | -------------- | --------------- | ----------------- | ----------------- |
| – | Henrique de Barros |         | 3 czerwca 1975 | 2 kwietnia 1976 |                   | PS                |

### Zgromadzenie Republiki (1976-)
| #   | Imię i Nazwisko               | Portret    | Kadencja             | Kadencja             | Partia polityczna | Partia polityczna |
| #   | Imię i Nazwisko               | Portret    | Od                   | Do                   | Partia polityczna | Partia polityczna |
| --- | ----------------------------- | ---------- | -------------------- | -------------------- | ----------------- | ----------------- |
| 1   | Vasco da Gama Fernandes       |            | 29 lipca 1976        | 29 października 1978 |                   | PS                |
| 2   | Teófilo Carvalho dos Santos   |            | 30 października 1978 | 7 stycznia 1980      |                   | PS                |
| 3   | Leonardo Ribeiro de Almeida   |            | 8 stycznia 1980      | 21 października 1981 |                   | PSD               |
| 4   | Francisco de Oliveira Dias    |            | 22 października 1981 | 2 listopada 1982     |                   | CDS               |
| (3) | Leonardo Ribeiro de Almeida   |            | 3 listopada 1982     | 30 maja 1983         |                   | PSD               |
| 5   | Manuel Alfredo Tito de Morais |            | 8 czerwca 1983       | 24 października 1984 |                   | PS                |
| 6   | Fernando Amaral               |            | 25 października 1984 | 12 sierpnia 1987     |                   | PSD               |
| 7   | Vítor Pereira Crespo          |            | 25 sierpnia 1987     | 3 listopada 1991     |                   | PSD               |
| 8   | António Barbosa de Melo       |            | 7 listopada 1991     | 26 października 1995 |                   | PSD               |
| 9   | António de Almeida Santos     |            | 31 października 1995 | 4 kwietnia 2002      |                   | PS                |
| 10  | João Bosco Mota Amaral        |            | 10 kwietnia 2002     | 16 marca 2005        |                   | PSD               |
| 11  | Jaime Gama                    |            | 16 marca 2005        | 20 czerwca 2011      |                   | PS                |
| 12  | Maria da Assunção Esteves     |            | 21 czerwca 2011      | 22 października 2015 |                   | PSD               |
| 13  | Eduardo Ferro Rodrigues       |            | 23 października 2015 | 29 marca 2022        |                   | PS                |
| 14  | Augusto Santos Silva          | semmoldura | 29 marca 2022        | nadal                |                   | PS                |